# Estrecho de Mesina
El estrecho de Mesina (del italiano: stretto di Messina) es un estrecho marino que separa la isla de Sicilia de la península itálica, comunicando el mar Tirreno con el mar Jónico. En su parte más estrecha, al norte, su anchura es de tan solo 3 km. 
Un transbordador conecta diariamente la ciudad de Mesina (Sicilia) con el continente en Villa San Giovanni (Calabria).
Desde hace varias décadas existe un proyecto para unir Sicilia con el continente mediante un puente de 3.300 metros de longitud, aunque existe una gran polémica en Italia sobre la conveniencia de su ejecución, dada la dificultad técnica del proyecto, por tratarse de una zona de intensa actividad sísmica y azotada con asiduidad por fuertes vientos.
El gobierno de Italia dio el visto bueno definitivo el 6 de agosto de 2025 a un proyecto de 13.400 millones de euros para construir el puente colgante más largo del mundo, que unirá la isla de Sicilia con la región de Calabria, en la punta de la Península Itálica.
Según el proyecto aprobado, el puente sobre el estrecho de Mesina tendrá una longitud de 3,3 km y se extenderá entre dos torres de 400 metros de altura, con dos líneas de ferrocarril en el centro y tres carriles de tráfico a cada lado.

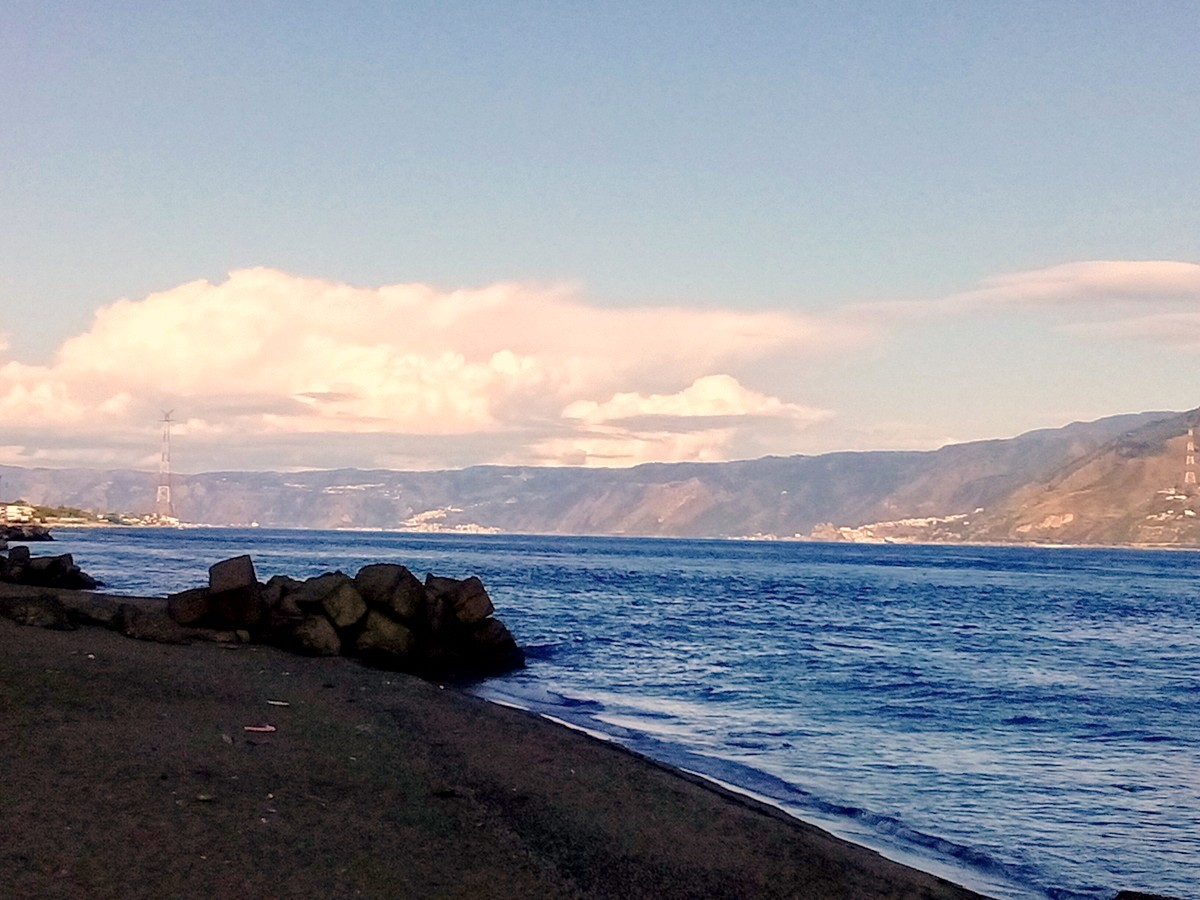
Estrecho de Mesina visto desde el aldea de Ganzirri

## Mitología
Algunos investigadores opinaban, ya desde la Antigüedad, que el estrecho de Mesina era el paso identificable con el lugar donde habitaban a cada lado del estrecho Escila y Caribdis, dos monstruos marinos de la mitología griega situados en orillas opuestas del canal de agua, tan cerca que los marineros intentando evitar a Caribdis (quien los ahogaba con remolinos de agua) terminarían por pasar muy cerca de Escila (quien los devoraba con sus seis cabezas), y viceversa.

## Correspondencias
- Villa San Giovanni - Mesina:
  - Se desarrolla un intenso tráfico en el trayecto, que permite transportar personas, automóviles y convoyes ferroviarios entre las dos regiones.

- Regio de Calabria - Mesina:
  - Existen conexiones veloces entre los dos puertos mediante barcos y aliscafos que permiten el transporte de personas entre las dos ciudades.

- - Hay también conexión veloz con el muelle del aeropuerto de Reggio Calabria.

## Las ciudades del estrecho
Las dos provincias que se asoman al estrecho, ciudad metropolitana de Mesina (595.948 hab.) y la ciudad metropolitana de Regio de Calabria (511.935 hab.), han estipulado recientemente las bases para formar el Área Metropolitana Integrada del Estrecho, un proyecto que tenderá a crear la "Ciudad del Estrecho", una sola metrópoli con las dos provincias costeras integradas.
Otras ciudades a orillas del estrecho son las siguientes:
- Calabria:
  - Regio de Calabria
  - Villa San Giovanni
  - Scilla
- Sicilia

## Galería

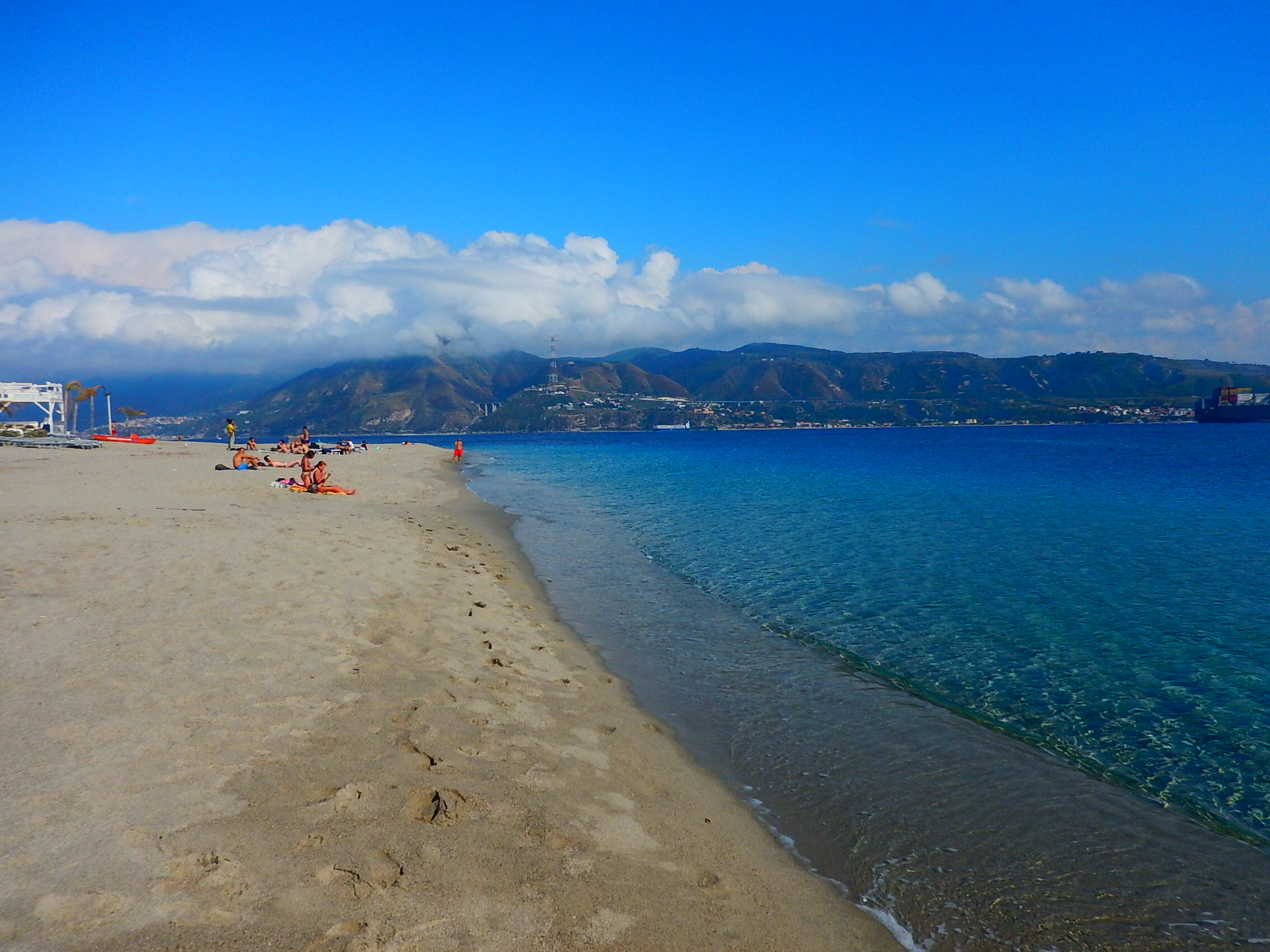
Los puntos más cercanos del estrecho de Mesina,
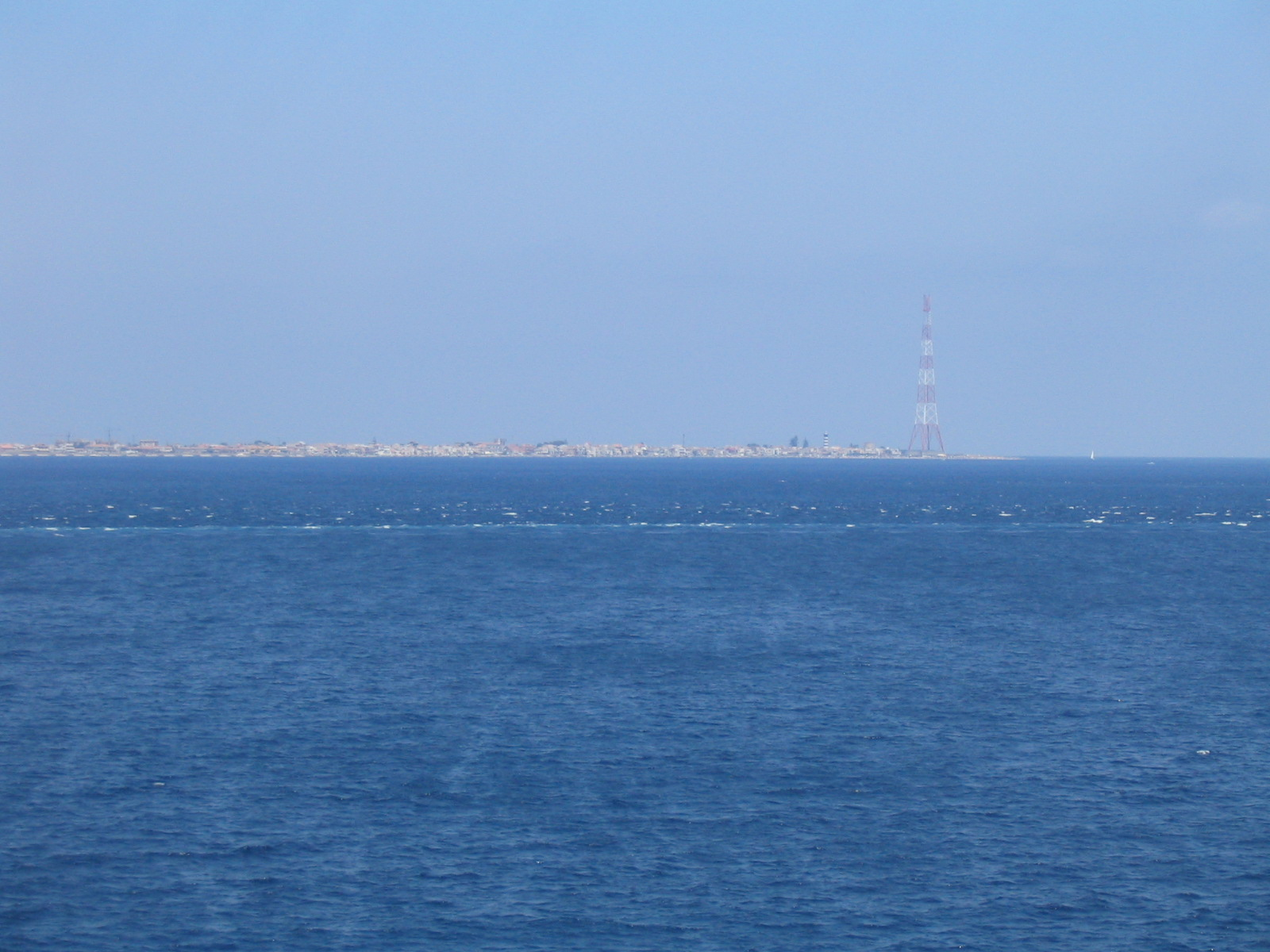
Vista del cabo Peloro y del estrecho de Mesina.
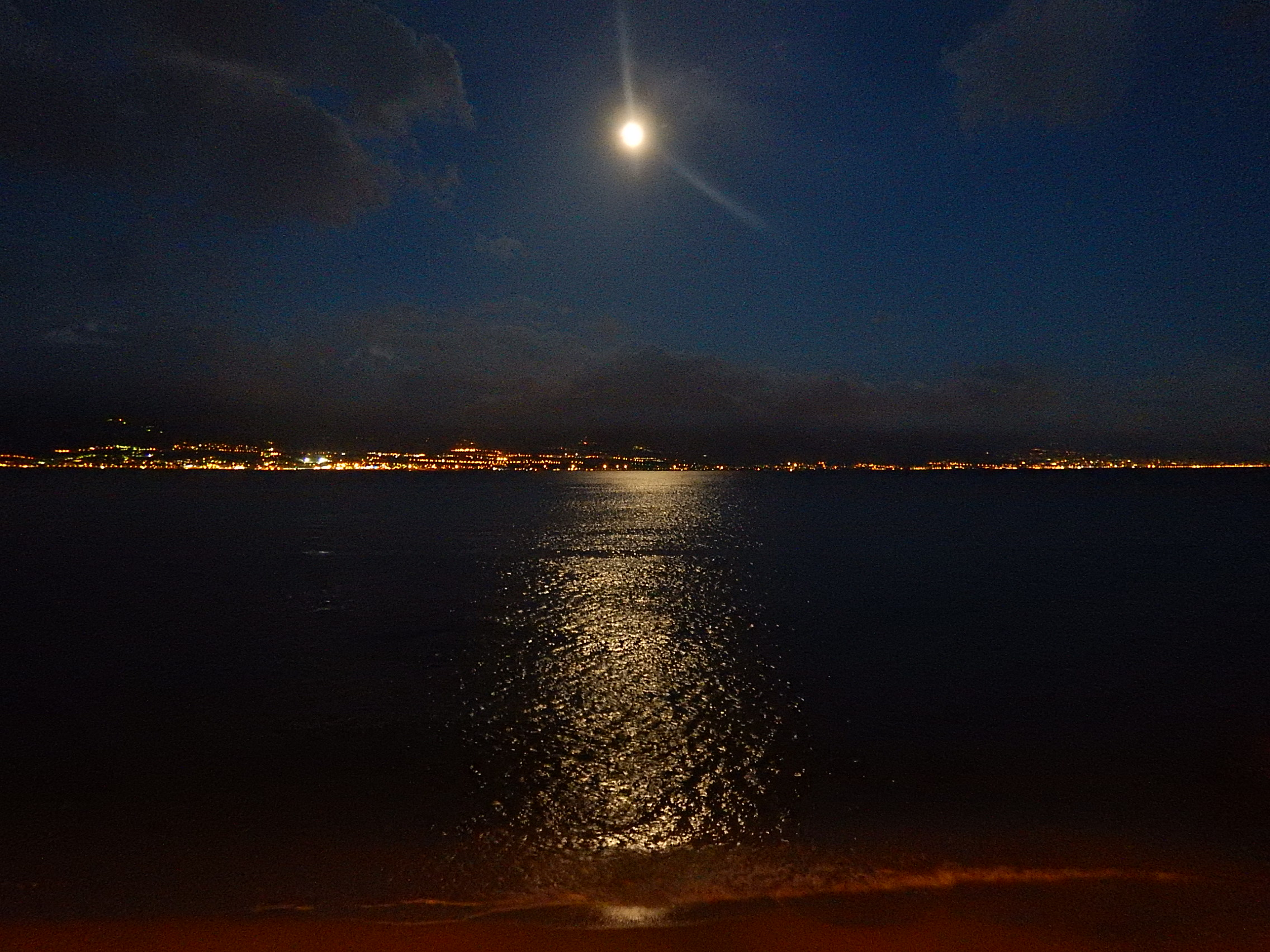
Estrecho de Mesina visto desde la playa de Paradiso,
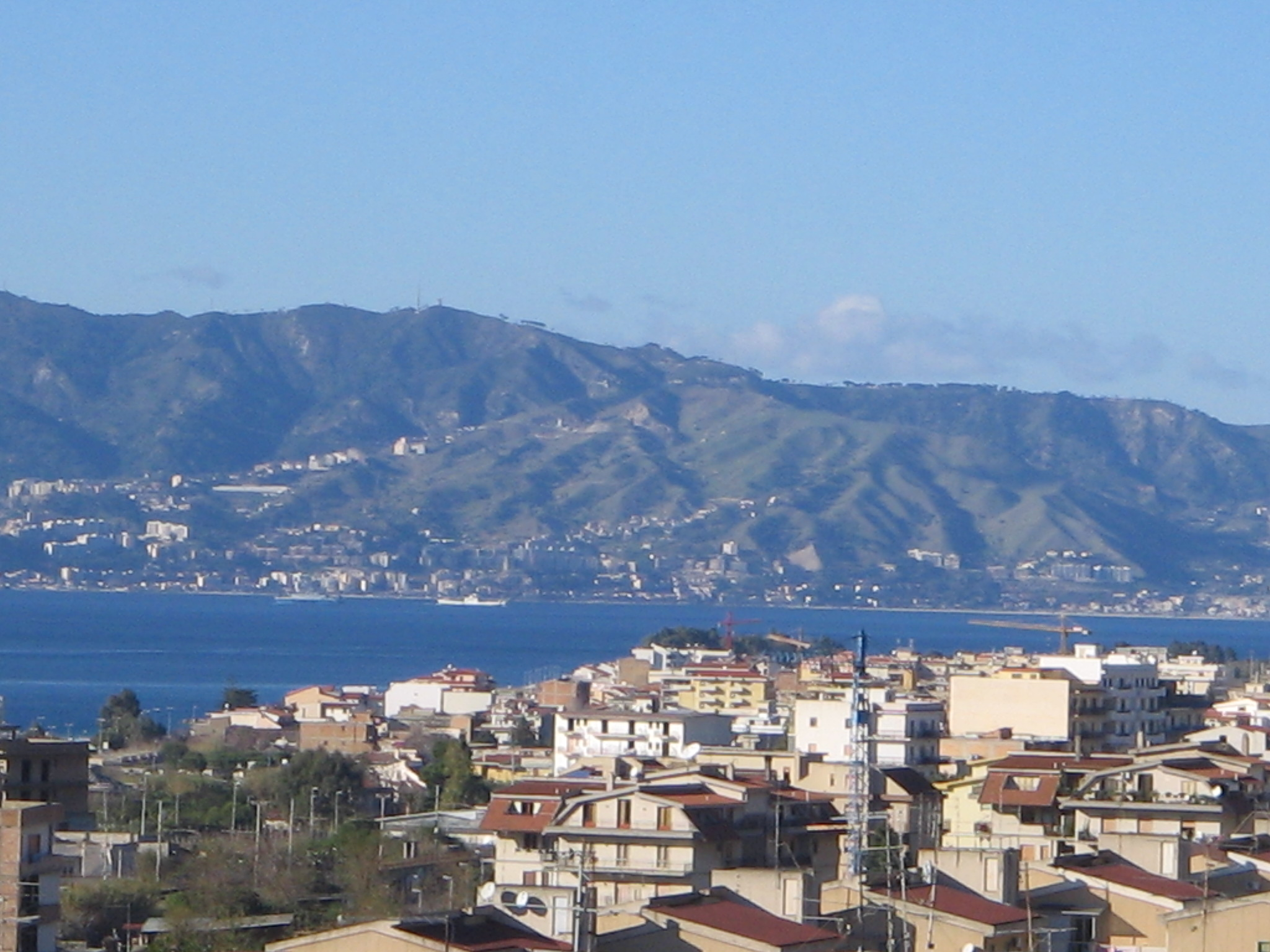
Sicilia vista desde Calabria.
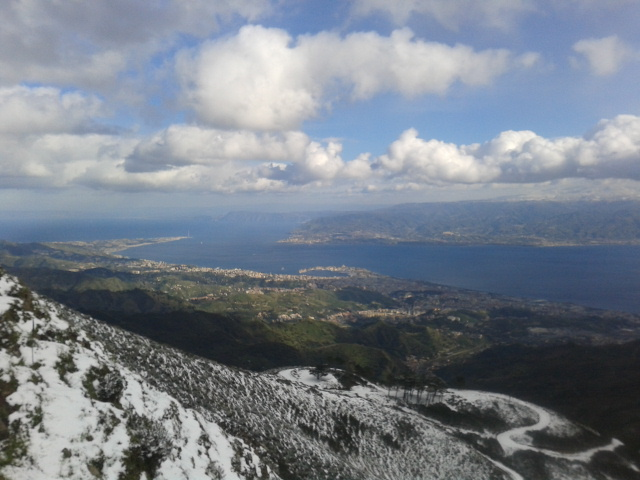
Estrecho de Mesina visto desde el monte Dinnammare, 1130 m.